# Arderico
Arderico (Milano, ... – Milano, 15 ottobre 948) è stato un arcivescovo italiano, arcivescovo di Milano dal 936 al 948.

## Biografia
Secondo una tradizione durata almeno fino al XIX secolo, veniva presentato come membro della famiglia aristocratica milanese dei Cotta.
Venne eletto arcivescovo di Milano ormai anziano, su pressione di Ugo di Provenza, che lo aveva dapprima fatto inserire nel clero ambrosiano, rispettando la consuetudine secondo la quale il vescovo dovesse essere scelto tra i sacerdoti locali.
Divenuto arcivescovo, Arderico fece costruire la cappella di San Lino nella Basilica di San Nazaro, (dove verrà sepolto alla propria morte) e la cappella di Sant'Andrea, ancora oggi presente e denominata sant'Andrea al Muro Rotto, presso via Rastrelli, presso le mura di Narsete.
Nel 944 Ugo di Provenza tentò di far entrare nel clero milanese (con l'intento di farlo eleggere vescovo) il proprio figlio illegittimo Teobaldo, ma vista l'opposizione di Arderico che intendeva difendere il proprio posto, Ugo fece organizzare una rivolta in cui morirono 90 milanesi, ma il vescovo rimase illeso. Fallito nel proprio intento, Ugo si risolse a ricredersi, risarcendo la Chiesa milanese con la donazione dell'abbazia di Nonantola e un crocifisso in oro per il ciborio della basilica di Santa Maria Jemale.
Arderico morì a Milano il 15 ottobre 948. Fu sepolto nella cappella di San Lino (da lui stesso voluta) nella basilica di San Nazaro in Brolo.